# Rio Mebridege
O Mebridege, também escrito como Mbridge, é um rio angolano, localizado na província do Zaire e que deságua no Oceano Atlântico.
Nasce no município de Cuimba, interior da província do Zaire, estabelecendo, em parte do seu percurso, o limite entre esta e a província do Uíge. Tem como afluentes o Lufunde, o Lucunga, o Luqueia e o Lufua.
O Mebridege deságua no Atlântico, no estuário do Mebridege, 3 km da norte da cidade de Nezeto.